# Buthacus arenicola
Espèce
Synonymes
- Buthus arenicola Simon, 1885

Buthacus arenicola est une espèce de scorpions de la famille des Buthidae.

## Distribution
Cette espèce se rencontre en Tunisie et dans le Nord-Est de l'Algérie,.

## Description
Le mâle décrit par Wilson R. Lourenço en 2006 mesure 51,8 mm et la femelle 54,7 mm.
Les mâles décrits par Shlomo Cain, Eran Gefen et Lorenzo Prendini en 2021 mesurent 54,2 mm et 54,4 mm.

## Systématique et taxinomie
Cette espèce est décrite sous le protonyme Buthus arenicola par Eugène Simon en 1885. Elle est placée dans le genre Buthacus par Paul Pallary en 1929.
Buthacus arenicola maroccanus est élevée au rang d'espèce par Lourenço en 2017.

## Publication originale
- Eugène Simon, « Étude sur les Arachnides recueillis en Tunisie en 1883 et 1884 par MM. A. Letourneux, M. Sédillot et Valéry Mayet, membres de la Mission de l'Exploration scientifique de la Tunisie », dans Exploration scientifique de la Tunisie, Paris, Imprimerie nationale, 1885, p. 1–59.